# Čeněk Kudláček

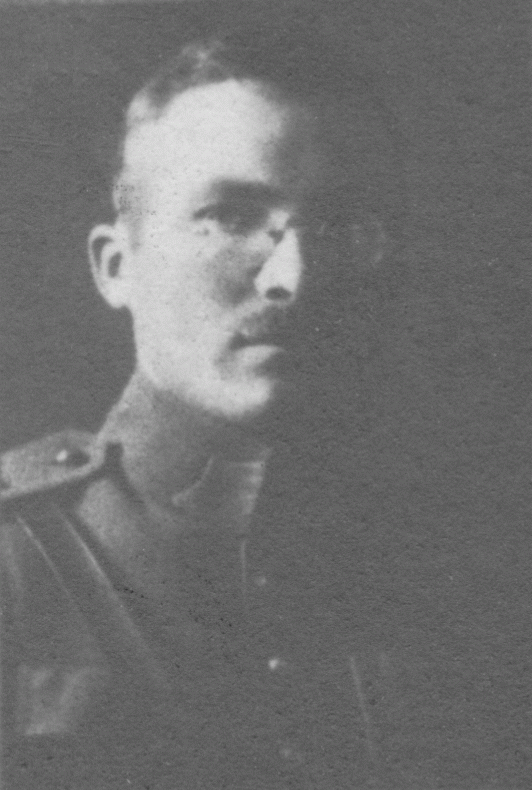
V hodnosti kapitána jako frekventant Válečné školy v Praze, ročník 1922/1923 na tablu absolventů.

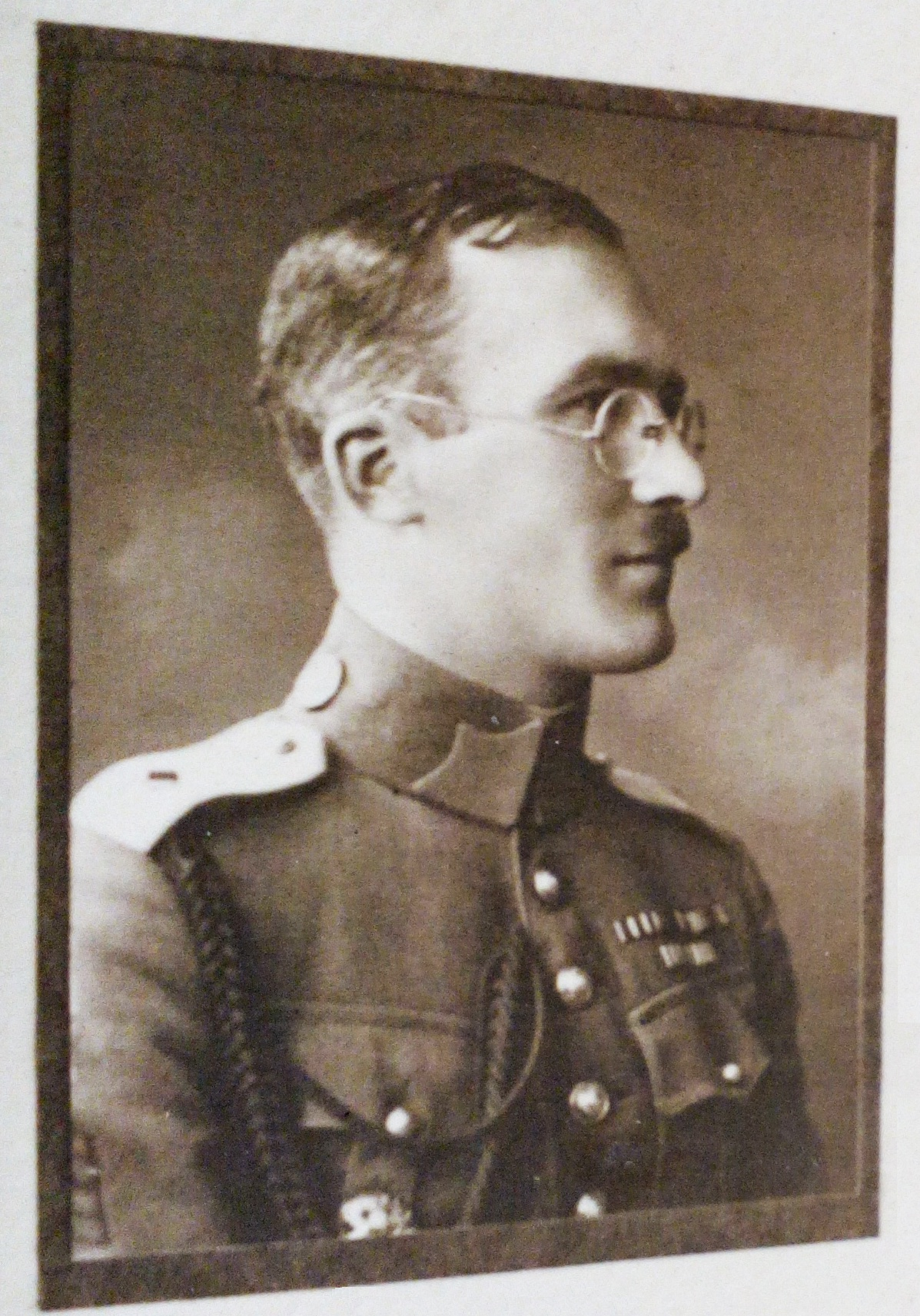
V hodnosti štábního kapitána generálního štábu na tablu absolventů 2. ročníku Válečné školy „prezidenta T. G. Masaryka“ v Praze v roce 1925

Čeněk Kudláček (19. července 1896 České Budějovice – 13. února 1967 Syracuse, USA) byl československý generál, legionář, protinacistický a protikomunistický odbojář.

## Mládí
Narodil se 19. července v Českých Budějovicích Tomášovi a Anně Kudláčkovým. Zde absolvoval gymnázium, ale protože byl odveden na vojnu, složil maturitní zkoušku teprve dodatečně v roce 1920.

## První světová válka
Po odvodu a prezentaci jako jednoroční dobrovolník 15. dubna 1915 prodělal výcvik a poté byl převelen k pěšímu pluku do Uher. Po absolvování školy pro důstojníky byl 3. prosince 1915 odvelen na ruskou frontu první světové války. 6. června 1916 padl do ruského zajetí. Po přihlášení se byl 2. srpna 1917 prezentován u československých legií v Rusku, v Borispolu. Po ukončení důstojnického kurzu byl povýšen na praporčíka a 1. listopadu 1917 opustil Rusko směrem na západní frontu.
2. dubna 1918 byl zařazen do 21. čs. střeleckého pluku. Po absolvování granátnického kurzu a kurzu pro velitele čet byl přidělen k vojenské škole v Saint Maixent a poté 1. listopadu 1918 do Itálie jako instruktor. V této funkci působil v Itálii do konce května 1919. 1. dubna 1919 byl mimo jiné povýšen na kapitána italských legií.

## První republika
Po návratu do Československa 1. června 1919 byl ustaven velitelem vojenské posádky a pohraničního obvodu v Děčíně. Do nástupu do III. kurzu generálního štábu 1. září 1920 působil jako velitel praporu v Chomutově. Po prvním ročníku absolvoval několik stáží u posádek a od 4. listopadu 1922 nastoupil do II. ročníku Válečné školy v Praze. Tu ukončil 19. září 1923. V letech 1921–23 absolvoval navíc tři semestry právnické fakulty UK. Po povýšení do hodnosti kapitána byl přemístěn jako pomocný pedagog do Válečné školy v Praze. Zde působil do 29. září 1930 (od 1. října 1924 jako profesor).
Od 30. září 1930, již v hodnosti majora nastoupil na hlavní štáb MNO, Generální sekretariát obrany státu (GSOS). Po povýšení 21. března 1931 na podplukovníka působil nejprve ve 4. oddělení, od 15. února do 4. června 1932 jako přednosta vojensko-průmyslové skupiny GSOS. Poté byl formálně přeložen do zálohy. Do podzimu 1935 totiž působil (oficiálně jako soukromá osoba) ve funkci náčelníka štábu čs. vojenské mise v Bolívii, která působila jako skupina poradců v bolivijsko-paraguayské válce o Gran Chaco. 1. listopadu 1935 byl přijat zpět do činné služby a nastoupil opět u GSOS. Od 15. prosince 1935 do března 1939 působil na MNO v různých funkcích v oblasti branné výchovy.

## Po okupaci
Po okupaci Čech a Moravy byl oficiálně zařazen k ředitelství pracovních útvarů. Zároveň se ale zapojil do odboje a stal se jedním ze zakládajících členů vojenské odbojové organizace Obrana národa a jejím prvním náčelníkem štábu. Z důvodu aktivního působení v odboji se mu brzy dostalo na stopu Gestapo a proto musel 25. listopadu 1939 uprchnout z Protektorátu.

## V exilu
Do Francie dorazil přes Slovensko a Jugoslávii 15. prosince 1939. V exilu užíval krycí jméno Hutník. Začal působit jako zástupce náčelníka ČSVS. Po kapitulaci Francie byl evakuován do Anglie. Z Anglie byl odeslán do Kanady a poté do Brazílie. Na těchto postech působil jako československý vojenský atašé do konce války.

## Po válce
Od září 1945, již v hodnosti brigádního generála, nastoupil na místo přednosty 6. oddělení HŠ MNO (styk se Spojenci, průmysl). Od konce října 1945 do konce října 1946 působil jako velitel hlavního týlu MNO a od 1. listopadu 1946 do února 1948 vykonával funkci hlavního inspektora branné výchovy. Do hodnosti divizního generála byl povýšen 19. února 1947.
Po Únoru 1948 byl odeslán na zdravotní dovolenou a krátce nato do výslužby. V létě téhož roku s rodinou opustil Československo a odešel do exilu.

## Druhý exil
V letech 1949 až 1956 společně s gen. Ingrem řídil z Paříže zpravodajskou činnost proti komunistickému režimu v Československu. Po roce 1956 se přestěhoval do USA, kde na univerzitě v Syracusách působil jako profesor bohemistiky. Až do své smrti v roce 1967 působil v Radě svobodného Československa.

## Vyznamenání
- Československý válečný kříž 1914–1918
- Československá medaile Vítězství
- Řád čestné legie – rytíř
- Pamětní francouzská medaile 1914-1918
- Řád jugoslávské koruny – 4. třídy
- Řád rumunské koruny – s meči
- Československý válečný kříž 1939
- Československá medaile za zásluhy I. stupně
- Pamětní medaile československé armády v zahraničí se štítky Francie a Velká Británie

V roce 2009 mu byla udělena Cena Václava Bendy (in memoriam).